# Castell d'Onda
El castell d'Onda és una fortificació situada a la localitat d'Onda (Plana Baixa, País Valencià). El 1967 va ser declarat Conjunt Historicoartístic i Bé d'interés cultural.
L'estructura original va ser construïda pels musulmans al segle x sobre un antic assentament romà, tot i que l'estructura primitiva apareix sepultada sota diferents reconstruccions dutes a terme al llarg dels segles. Va arribar a ser conegut per la seua gran mida com el «castell de les 300 torres», ja que es deia que tenia tantes torres com dies té l'any. Des de fa uns anys es troba en procés de restauració. Actualment alberga un museu, al qual destaca l'exposició de guixeries musulmanes, procedent d'una casa palatina de principis de segle xiii.

## Història

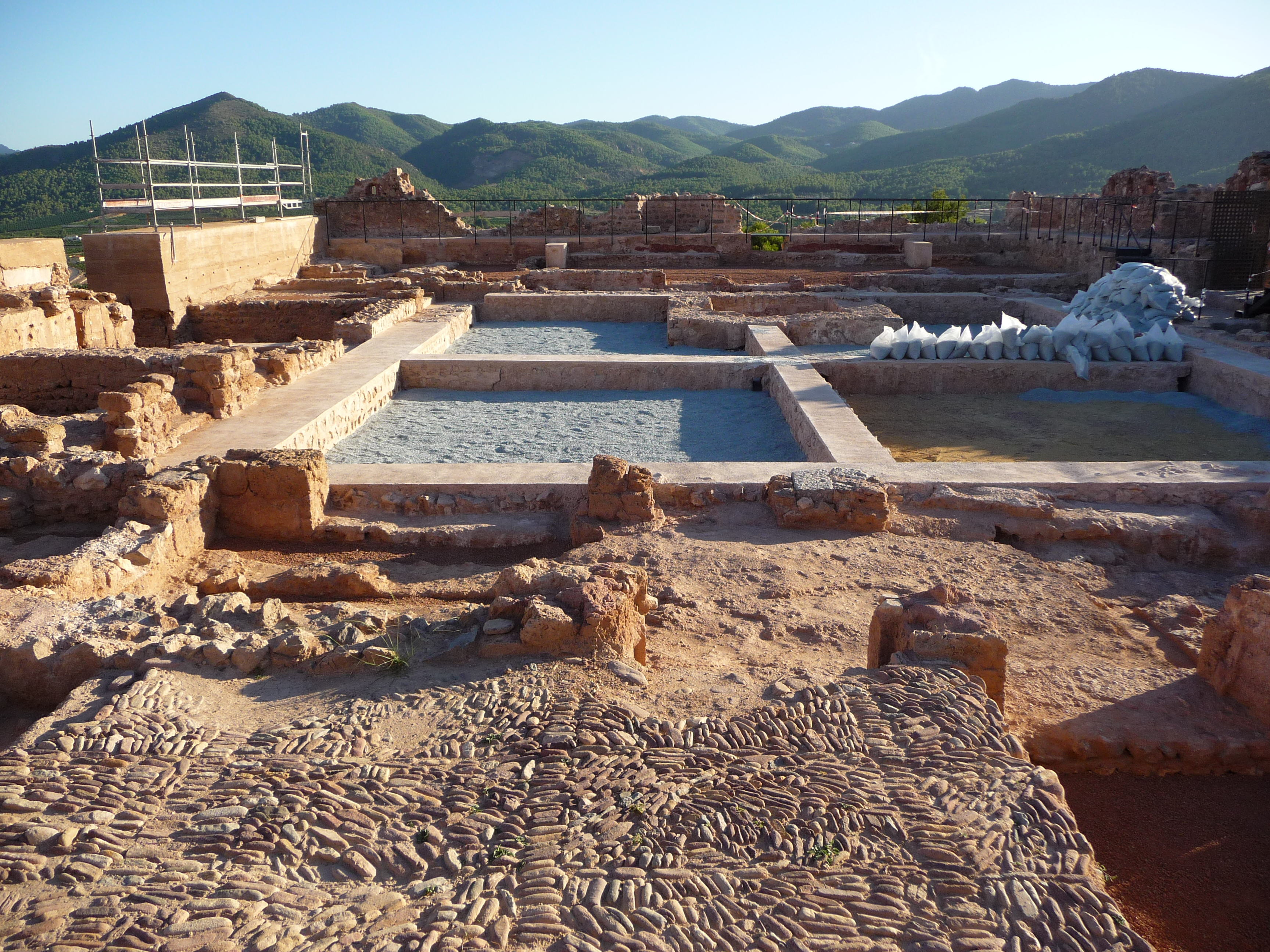
Excavacions al castell

El monticle del castell d'Onda, donada la seua immillorable situació estratègica entre l'extensió de la Plana i la serra d'Espadà, ha estat lloc d'assentament des de la prehistòria. Sobre els vestigis d'antigues cultures (ibèrica iromana), els musulmans van construir una primitiva fortalesa en època califal (segle x). Aquest primer nucli va anar creixent amb els segles fins a esdevenir una impressionant ciutat fortalesa coneguda com el «castell de les tres-centes torres».
L'any 1238, Zayyan ibn Mardanix, el darrer emir de Balansiya, va rendir la ciutat al rei Jaume I el Conqueridor. A partir d'aquell moment Onda i el seu castell van passar a mans cristianes. Un any després de la concessió de la carta de poblament el 1249, el rei cedeix les rendes del castell i la vila d'Onda a l'orde del Temple. El 1319 la vila d'Onda passa a mans de l'orde de Santa Maria de Montesa.
Durant la Guerra amb Castella (1357-1365) el castell va ser plaça forta, donada la seua importància estratègica. També va ser utilitzat durant la Guerra de les Germanies (1519-1524) i, poc després, va ser caserna general del duc de Sogorb en la repressió mudèjar de la serra d'Espadà (1526). El castell també va ser ocupat per les tropes napoleòniques, el 1812, i posteriorment, el 1839, durant les guerres carlines, la fortalesa fou rehabilitada.
Finalment, durant la Guerra Civil del 36, el castell també va ser testimoni de diverses accions bèl·liques.

## Descripció

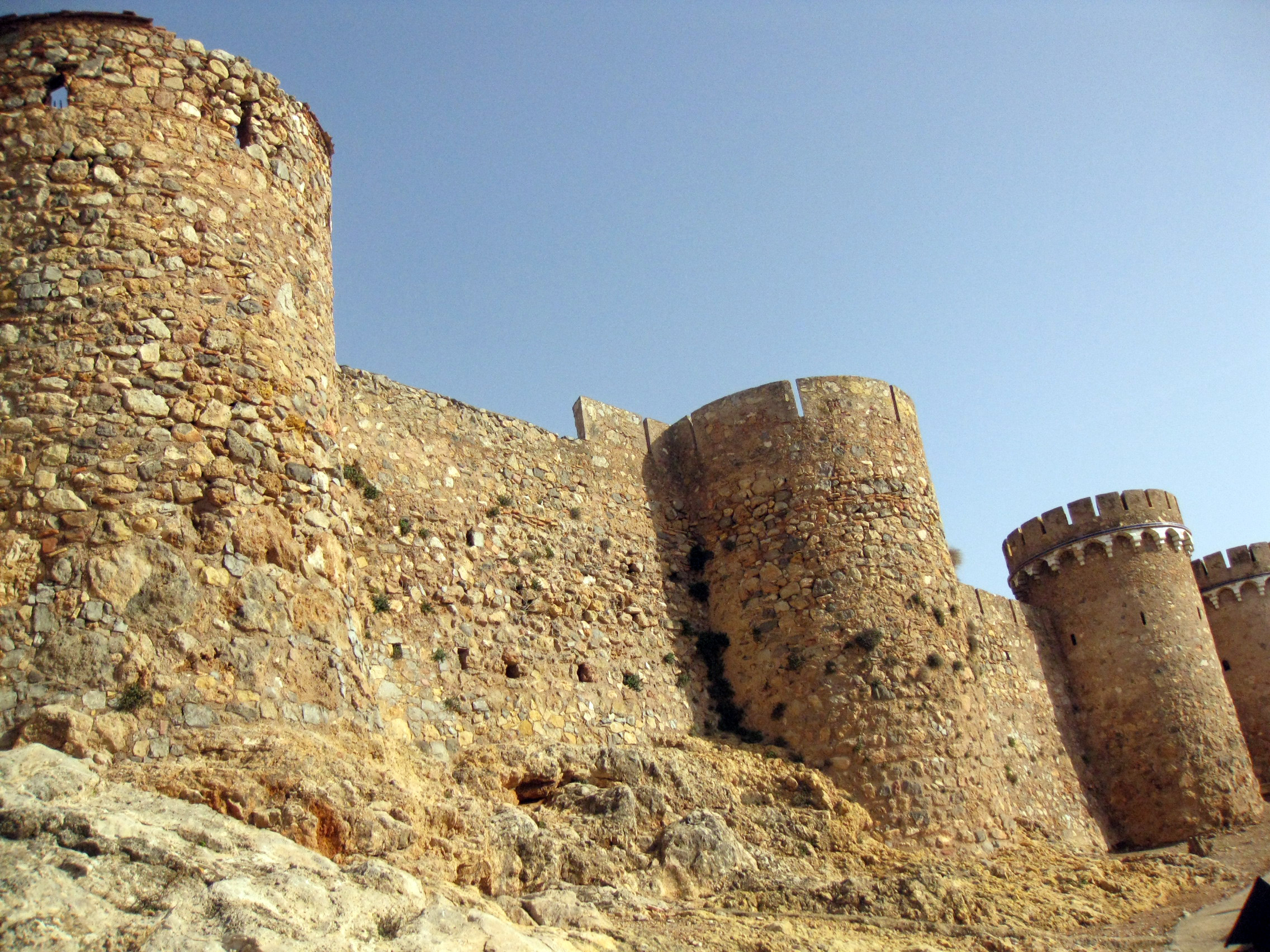
Muralla oest

### Accés
S'accedeix a l'espai del castell i a la segona línia de muralla per l'entrada flanquejada per dues torres cilíndriques. Aquesta zona és la que comprèn l'albacar del castell, que unia funcions defensives amb les de protecció de la població i bestiar en moments de perill.
Eixint de l'albacar del castell s'arriba a la muralla nord de la medina i, des de la plaça de la Morera, baixant per escarpades costeres, s'accedeix a la porta nord de la ciutat: el portal de Sant Pere: es data la seua última rehabilitació el 1578, segons resa la inscripció existent. Traspassant el portal desemboquem al camí de Castelló, que al seu torn ens porta a la Safona i al centre de la vila.

### Estructura
L'estructura de la fortificació musulmana es troba soterrada sota l'actual muralla. En el transcurs dels segles s'han produït diverses actuacions que han modificat l'ordenació primitiva d'aquest espai. La més significativa va ser la realitzada durant les guerres carlines del segle xix. Els edificis de l'església i l'escola, els únics actualment en peus, van ser aixecats a principi d'aquest segle pels frares carmelites, aprofitant (en el cas de l'escola) l'estructura de l'aljub principal del castell.
Ascendint pel desnivell de l'albacar arribem a la porta de l'alcassaba o celoquia, lloc de comandament (residència dels alcaids en època musulmana, del comanador de Montesa i dels successius governadors), defensat per la tercera línia de muralla, i espai d'ús eminentment militar. A mitjans del segle xii es va construir la torre albarrana anomenada «Campanar dels Moros» i la muralla de tàpia, reforçant la defensa de la zona nord.